# Saitama
Saitama (埼玉県 (Kỳ Ngọc huyện) Saitama-ken) là một tỉnh thuộc vùng Kanto của Nhật Bản. Tỉnh lỵ là thành phố Saitama.
Đây là tỉnh có dân số đông thứ 5 Nhật Bản và là một phần của vùng đô thị Tokyo, nơi đây cũng được biết đến là một tỉnh có thế mạnh về ngành công nghiệp ô tô.

## Thành phố, thị xã

### Các thành phố
| - Ageo - Asaka - Chichibu - Fujimi - Fujimino - Fukaya - Gyōda - Hannō - Hanyū - Hasuda - Hatogaya - Hidaka - Higashimatsuyama - Honjō | - Iruma - Kasukabe - Kawagoe - Kawaguchi - Kazo - Kitamoto - Kōnosu - Koshigaya - Kuki - Kumagaya - Misato - Niiza - Okegawa | - Saitama (thủ phủ) - Sakado - Satte - Sayama - Shiki - Sōka - Toda - Tokorozawa - Tsurugashima - Wakō - Warabi - Yashio - Yoshikawa |

### Thị trấn và làng
| - Chichibu Gun Higashichichibu Minano Nagatoro Ogano Yokoze - Hiki Gun Hatoyama Kawajima Namegawa Ogawa Ranzan Tokigawa Yoshimi | - Iruma Gun Miyoshi Moroyama Ogose - Kitaadachi Gun Ina - Kitakatsushika Gun Kurihashi Matsubushi Sugito Washimiya - Kitasaitama Gun Kisai Kitakawabe Ōtone | - Kodama Gun Kamikawa Kamisato Misato - Minamisaitama Gun Miyashiro Shiraoka Shōbu - Ōsato Gun Yorii |

## Địa lý
Tỉnh Saitama là một tỉnh nằm ở miền Trung của nước Nhật, phía Bắc giáp tỉnh Gunma và một phần nhỏ của tỉnh Tochigi, phía Đông giáp tỉnh Ibaraki và tỉnh Chiba, phía tây giáp tỉnh Nagano và tỉnh Yamanashi, phía Nam giáp Thủ đô Tokyo. Do đặc thù địa lý tiếp giáp với nhiều vùng đất, Saitama có vị trí cực kì quan trọng, đóng vai trò như trạm trung chuyển hàng hóa trên con đường kinh tế huyết mạch của Nhật Bản, từ tỉnh Saitama có thể đi đến nhiều vùng khác với khoảng cách không quá xa.

## Lịch sử
Tỉnh Saitama có thành phố Saitama được thành lập vào năm 2001 qua việc sáp nhập các vùng Omiya, Urawa, Yono.

## Hành chính
Saitama có trung tâm hành chính là thành phố Saitama náo nhiệt, đây là khu đô thị lớn thứ năm của Nhật Bản. Ngoài ra, tỉnh cũng đứng thứ 4 trong những khu vực có mức lương cơ bản cao nhất (khoảng 884 yên/giờ) khiến nơi đây thu hút một lượng lớn lao động Việt Nam sang tìm kiếm việc làm.

## Kinh tế
Nơi đây là khu vực tập trung hầu hết các ngành công nghiệp nặng như sản xuất ô tô, chế tạo cơ khí... ngoài ra tỉnh Saitama còn có thế mạnh trong ngành chế biến thực phẩm hàng năm, các loại hoa quả, rau xanh, trái cây tiêu thụ ở thị trường Tokyo được trồng trên những dải đất rộng lớn ở phía Đông, trà xanh được trồng ở những vùng cao phía Tây. Chình vì điều này đã thu hút rất nhiều thực tập sinh tới Saitama làm việc. Một số công ty lớn nằm ở vùng này như Honda, trung tâm nghiên cứu lớn nhất của Honda...

## Văn hóa
Saitama cũng được biết đến là một khu vực giàu truyền thống văn hóa bonsai hàng đầu Nhật Bản, cùng các kiến trúc đền, chùa, lễ hội đặc sắc mang đậm phong cách truyền thống Nhật Bản.

## Giáo dục
- Đại học Saitama
- Đại học quốc tế Tokyo
- Viện công nghệ Shibaura
- Đại học Urawa
- Đại học Rikkyo
- Đại học Surugadai
- Đại học Daito Bunka
- Đại học Kyoei
- Viện công nghệ Saitama
- Đại học Musashino Gakuin
- Đại học quốc tế Heisei
- Viện công nghệ Nipon
- Đại học Dokkyo
- Nhạc viện Toho
- Đại học Seigakuin
- Đại học Josai
- Đại học Shobi

## Thể thao
- CLB Urawa Red Diamonds

## Du lịch
Tỉnh Saitama là một trong những nơi có thời tiết dễ chịu, tuy gần Tokyo nhưng chi phí ở nơi đây cũng không quá đắt đỏ cùng nhiều địa điểm du lịch nổi tiếng như đền Hikawa Jinja, bảo tàng đường sắt, lễ hội đêm Chichibu Matsuri, bảo tàng nghệ thuật Bonsai Omiya, di tích lịch sử Yoshimi no Hyakketsu, công viên Hitsujiyama, chuyến tàu chạy bằng động cơ hơi nước The Paleo Express... thu hút được lượng lớn du khách trong nước và quốc tế.

### Đền Hikawa Jinja[4][5]
Đền Hikawa-jinja là ngôi đền nằm ở tỉnh Saitama, tương truyền rằng được xây dựng vào thế kỷ thứ 5 trước công nguyên. Những ngôi đền mang tên Hikawa-jinja thì có ở nhiều nơi mà tập trung chủ yếu là ở khu vực Kanto (bao gồm cả Tokyo), đền Hikawa-jinja ở Saitama này là ngôi đền chính, nằm ở khu vực "Omiya", nhưng ngôi đền Hikawa-jinja có diện tích rộng lớn với khoảng 100.000 mét vuông mới chính là nguồn gốc tên gọi đó. Trên con đường dẫn vào đền dài khoảng 2 km là những hàng cây Keyaki nối tiếp nhau rất đẹp. Trong khuôn viên đền có cổng đền làm từ gỗ gọi là cổng Torii với chiều cao là 13m và nhiều kiến trúc khác. Đền thờ rất nhiều vị thần của Nhật Bản. Hồ nước nên thơ và những lễ hội được tổ chức quanh năm cũng là điểm cuốn hút của ngôi đền này với du khách. Thời gian viếng thăm đền khác nhau tùy theo mùa nhưng nhất định sẽ mở cửa từ 6:00 đến 16:30. Thời gian tham quan lâu nhất là từ tháng 5 đến tháng 8, mở cửa lúc 5 giờ và đóng cửa lúc 6 giờ.

### Công viên Hitsujiyama[7]
Công viên Hitsuji-yama nằm ở tỉnh Saitama có tổng diện tích là 300.000 mét vuông. Tên gọi "Hitsuji-yama" có nghĩa là ngọn núi của những đàn cừu, trên thực tế, nơi đây cũng canh tác vật nuôi là cừu. Công viên Hitsuji-yama nổi tiếng nhất đó chính là từ khoảng giữa tháng 4 đến đầu tháng năm ngập tràn sắc hoa Shibazakura. Ở đây có trồng chín loại hoa Shibazakura với khoảng 400.000 cây, chủ yếu là màu hồng. Khung cảnh giống như trải một tấm thảm hoa khổng lồ, khiến du khách cảm thấy thích thú, mãn nhãn khi đặt chân đến nơi đây. Công viên chỉ thu phí tham quan vào mùa hoa Shibazakura. Ngay cả vào những thời điểm tham quan miễn phí, du khách cũng có thể ghé thăm bảo tàng mỹ thuật, những nơi để rèn luyện thể dục thể thao hoặc là những nơi có thể sờ chạm vào những chú cừu thân thiện... Tùy theo mùa mà có thể ngắm được các loại hoa khác, như hoa anh đào, hoa Iris...

### Lễ hội đêm Chichibu[8]
Chichibu Yomatsuri là lễ hội của đền Chichibu ở thành phố Chichibu, tỉnh Saitama, Nhật Bản. Lễ hội được tổ chức vào ngày 2 và 3 tháng 12 hàng năm. Lễ hội nổi tiếng với màn rước kiệu và bắn pháo hoa độc đáo, là một trong những sự kiện nổi bật diễn ra tại Nhật Bản cuối năm.
Đây là một trong ba lễ hội rước kiệu lớn nhất của Nhật Bản, hai lễ hội còn lại là Gion Matsuri và Takayama Matsuri của thành phố Kyoto. Những chiếc kiệu được trang trí lộng lẫy với những chiếc đèn lồng, khăn thêu cùng những chi tiết được chạm khắc gỗ mạ vàng, có kèm theo âm nhạc chơi bằng trống và sáo. Trên đường phố trong những ngày này có rất nhiều quầy hàng bày bán các món ăn đặc trưng của lễ hội và amazake (rượu gạo ngọt), giúp du khách tham gia có thể chống chọi với cái lạnh giá của đêm tháng 12.
Những sự kiện chính của lễ hội đêm Chichibu sẽ diễn ra vào ngày 3 tháng 12. Vào buổi chiều và chập tối, 6 chiếc kiệu sẽ được đặt tại mỗi quận của thành phố và đền Chichibu, trước khi chúng được rước qua khắp các con phố vào khoảng 19h, hướng về phía tòa thị chính.

### Bảo tàng nghệ thuật Bonsai Omiya[9]
Làng bonsai Omiya được gọi là thánh địa của bonsai, ngoài bảo tàng mỹ thuật bonsai Omiya, du khách còn có thể trải nghiệm văn hóa truyền thống Nhật Bản tại 6 vườn bonsai khác. Tại Bảo tàng mỹ thuật bonsai Omiya du khách tham quan sẽ được thưởng thức nhiều loại cây bonsai tuyệt đẹp suốt bốn mùa và cả những loài bonsai nổi tiếng đại diện cho Nhật Bản. Ngoài các buổi trưng bày thông thường, nơi đây còn tổ chức các buổi hội thảo đào tạo, triển lãm. Có một số khu vực có thể chụp ảnh.
Bảo tàng nghỉ vào thứ năm (trường hợp là ngày lễ sẽ mở cửa), nghỉ vào ngày Tết, ngày đóng cửa tạm thời.

### Bảo tàng đường sắt (Saitama)
Bảo tàng đường sắt Saitama tọa lạc tại thành phố Saitama, tỉnh Saitama, Nhật Bản, mở cửa lần đầu vào ngày 14 tháng 10 năm 2007. Bảo tàng được xây dựng và vận hành bởi Quỹ Văn hóa Đường sắt Đông Nhật Bản, một chi nhánh phi lợi nhuận của công ty Đường sắt Đông Nhật Bản (East Japan Railway Company, viết tắt là JR East). Tòa nhà chính của Bảo tàng rộng 19.800 m², xây dựng trên khu đất rộng 42.500 m² cùng với diện tích trưng bày khoảng 9.500 m².
Bộ sưu tập khổng lồ của bảo tàng gồm những toa tàu đã sử dụng bao gồm cả toa tàu hơi nước và diesel, và những chiếc Shinkansen đã được "nghỉ hưu", toa chở hàng và toa hành khách... Bảo tàng được xem là một trong những triển lãm tầm sâu lớn nhất Nhật Bản. Ở một khu khác trong bảo tàng, các nội dung về đường sắt, khoa học và hệ thống được giải thích thông qua các hoạt động tương tác và mô hình.

### Di tích lịch sử Yoshimi no Hyakketsu[11]
Khu vực Yoshimi no Hyakketsu là một địa điểm thu hút nhiều khách tham quan khi đến Saitama, trên các sườn núi của khu vực này xuất hiện rất nhiều lỗ, khu di tích được khai quật lần đầu bởi Tsuboi Shōgorō vào năm 1887, theo các báo cáo nghiên cứu khoa học, di tích này hình thành từ thế kỉ thứ 6 đến thế kỉ thứ 7, bao gồm 219 lỗ trên các khu vực sườn núi. Di tích Yoshimi no Hyakketsu được chính phủ Nhật Bản công nhận là Di tích lịch sử Quốc gia, hiện nay khu vực này mở cửa cho du khách khắp mọi nơi đến tham quan và tìm hiểu. Bên dưới những phần đá có lỗ là nơi loài rêu xanh Hikarigoke phát triển tự nhiên, hiếm có khu vực vùng đồng bằng Kanto phát triển loài rêu này.